# (S)-齿小蠹二烯醇
(S)-齿小蠹二烯醇（英语：(S)-Ipsdienol，错误译作小蠢二烯醇），是一种萜烯醇。它是小蠹的主要聚集信息素之一。它首先是从混点齿小蠹（Ips confusionus）中发现的，人们认为它是一种主要的性引诱剂。研究表明，该化合物在北美西部松齿小蠹（Ips latidens）和Ips ini之间的种间通讯中发挥作用，有助于减少繁殖材料的竞争和/或交配干扰。

## 合成
该化合物是由D-甘露醇合成的。通过相应的醛（异戊烯醛）和醇（异戊烯醇）的不对称异戊烯化实现了替代合成。已发现外消旋前体的手性拆分可提供高对映体纯度和制备规模的齿小蠹二烯醇对映体。